# Фомин, Николай Иванович
Никола́й Ива́нович Фоми́н (6 сентября 1921, с. Безлесное — 13 июля 1988) — командир звена 9-го гвардейского бомбардировочного авиационного Полтавского Краснознамённого полка дальнего действия (7-я гвардейская авиационная дивизия, 3-й гвардейский авиационный корпус), гвардии полковник, Герой Советского Союза.

## Биография
Родился 6 сентября 1921 года в селе Безлесное Саратовской губернии. Русский. После окончания средней школы в 1939 году поступил в Балашовское военное авиационное училище.
С апреля 1942 года до победы над Германией в Великой Отечественной войне сражался в составе авиации дальнего действия, выполняя боевые задачи в глубоком тылу противника в интересах Верховного Главнокомандования, а также Ленинградского, Сталинградского, Западного, Прибалтийских, 1-го Белорусского и других фронтов.
Звание Героя Советского Союза с вручением ордена Ленина и медали «Золотая Звезда» (№ 4421) гвардии капитану Фомину Николаю Ивановичу присвоено 19 августа 1944 года за 259 боевых вылетов, нанесение большого урона противнику и проявленные при этом доблесть и мужество.

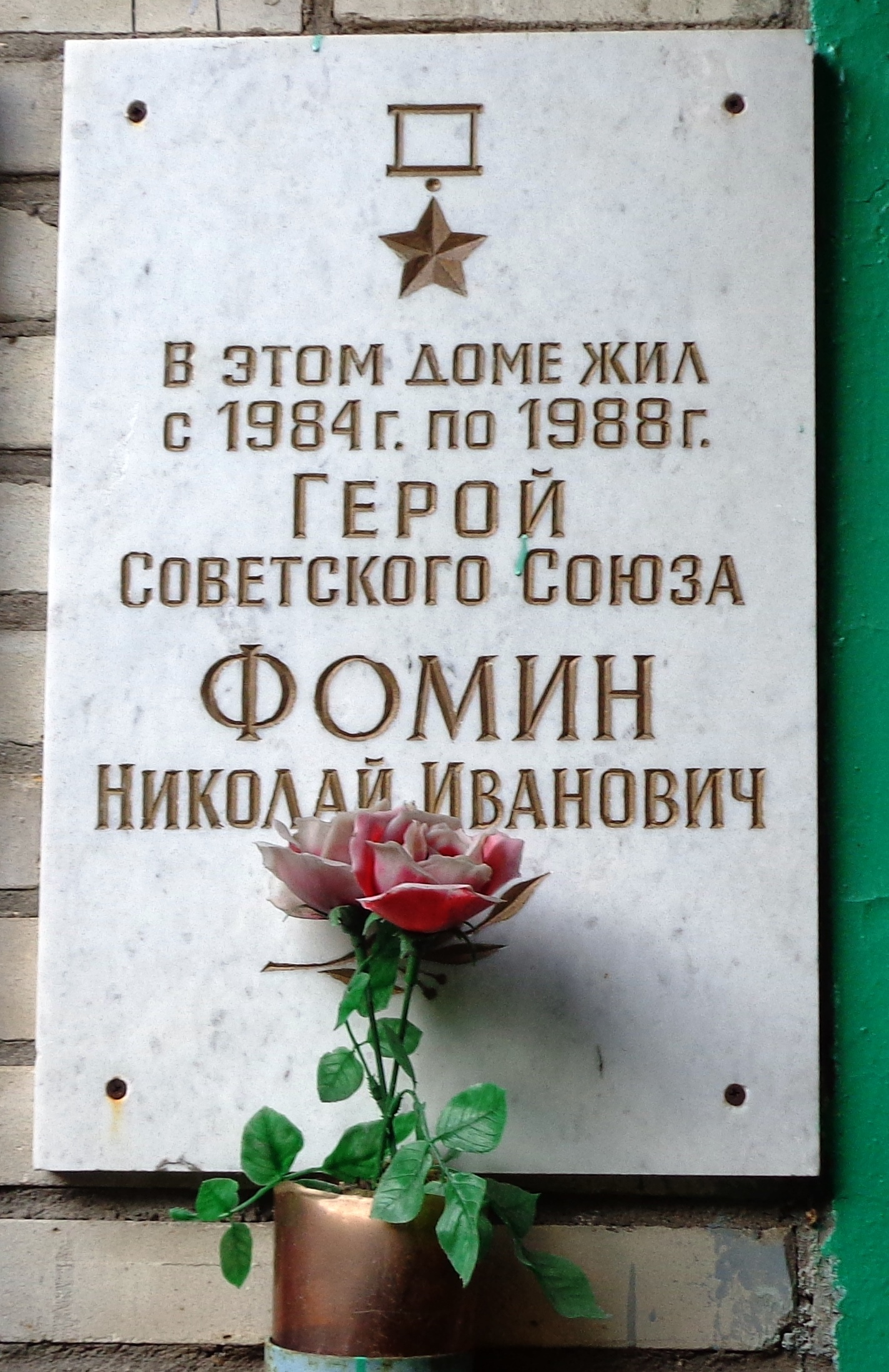
Мемориальная доска на доме в поселке Монино Московской области, где проживал Герой Советского Союза Н. И. Фомин

В 1960 году Николай Иванович окончил Военно-Воздушную академию. Умер 13 июня 1988 года. Похоронен в посёлке Монино Щёлковского района Московской области на Гарнизонном кладбище.

## Награды
- Медаль «Золотая Звезда» (№ 4421) (19.08.1944);
- орден Ленина (19.08.1944);
- два ордена Красного Знамени (1943, 1945);
- орден Отечественной войны 1-й степени (1942);
- два ордена Красной Звезды (1942, 1954);
- медаль «За оборону Ленинграда»;
- медаль «За оборону Сталинграда»;
- медаль «За победу над Японией»;
- медаль «За взятие Кёнигсберга»;
- четыре другие медали.

## Память
- В посёлке Монино Московской области на доме № 5 по улице Маслова, где проживал Герой Советского Союза, установлена мемориальная доска.